# 巴基斯坦小鮋
巴基斯坦小鮋（學名：Scorpaenodes investigatoris）是輻鰭魚綱鮋形目鮋亞目鮋科的其中一種，為熱帶海水魚，分布於西印度洋巴基斯坦海域，棲息深度170公尺，體長可達7.3公分。棲息在底層水域，生活習性不明。

## 扩展阅读
維基物種上的相關：巴基斯坦小鮋